# Jägerhaus (Weimar)

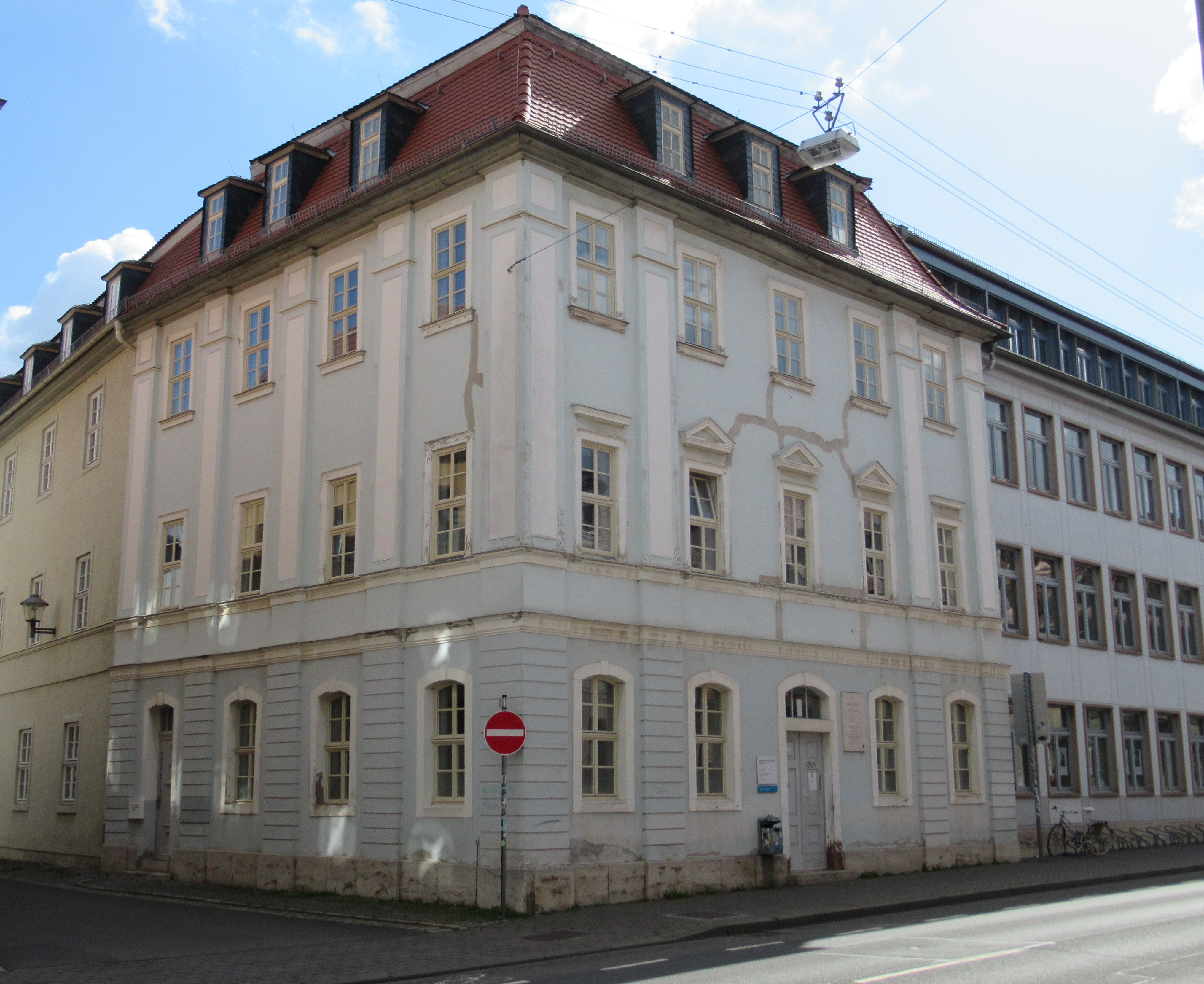
Jägerhaus

In der Marienstraße 5/7 in Weimar befindet sich das ehemalige Jägerhaus, bestehend aus einem großen und einem kleinen Jägerhaus, das heute zur Bauhaus-Universität Weimar gehört.

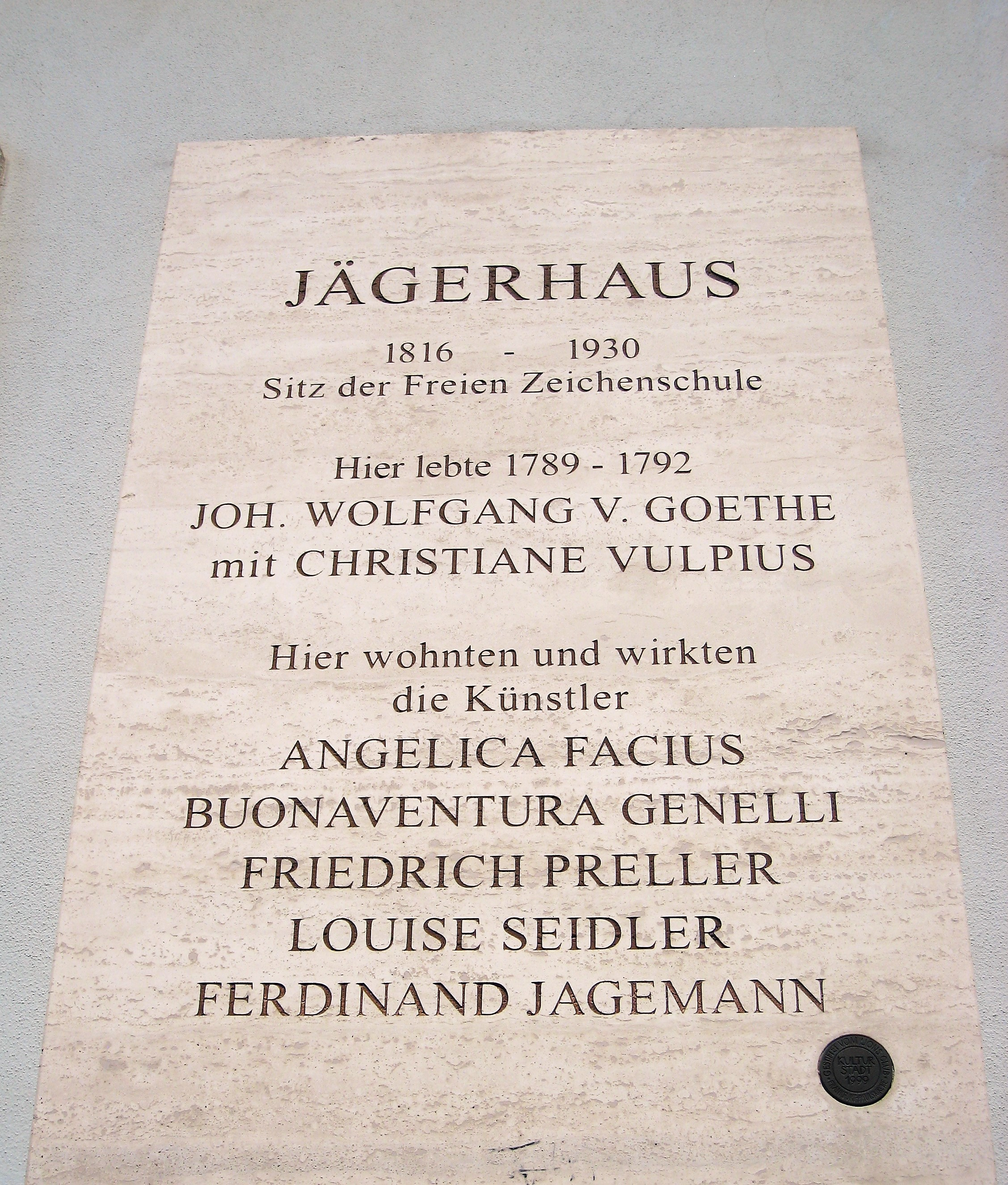
Gedenktafel Jägerhaus

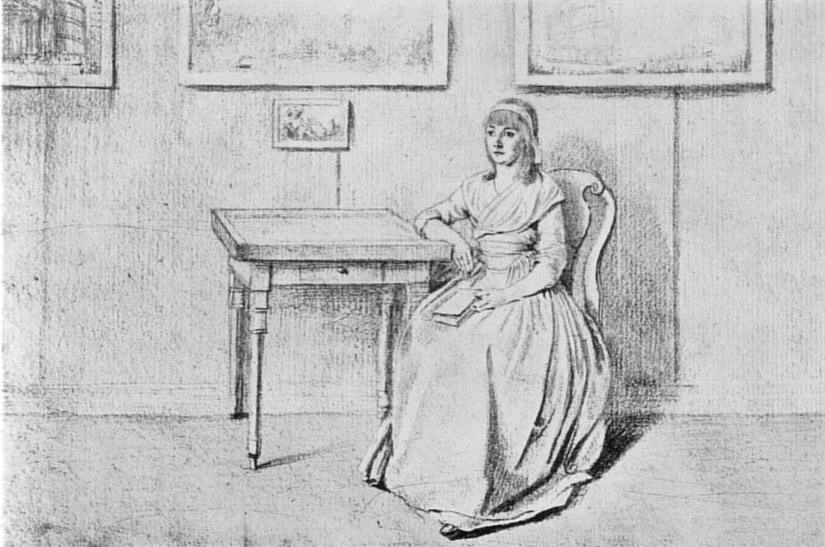
Christiane im Jägerhaus gez. 1791 von Johann Heinrich Lips

## Geschichte
Das zwischen 1717 und 1720 unter Christian Richter errichtete Gebäude Zunächst war ursprünglich zur Unterbringung der herzoglichen Jagdhunde und Jagdausrüstungen bestimmt sowie als Wohngebäude für Jäger und Forstbeamte. Im Jahre 1774 wurde hier eine katholische Kapelle eingerichtet. Goethe wohnte hier von 1789 bis 1792 zusammen mit Christiane Vulpius. Christiane Vulpius wurde 1791 im Jägerhaus von Johann Heinrich Lips in einer Zeichnung festgehalten. Später zog Charles Gore hier ein. Hier wurde später im Jahre 1816 die Freie Mal- und Zeichenschule eingerichtet. Diese nutzte das Gebäude bis 1930. Auch die Großherzoglich-Sächsische Baugewerkenschule Weimar war hier untergebracht. Hier waren bedeutende Künstler untergebracht wie Friedrich Preller, Buonaventura Genelli, Angelica Facius, Ferdinand Jagemann und Louise Seidler. Im Kleinen Jägerhaus wurden während des Nationalsozialismus Verhöre und Inhaftierungen vorgenommen. Eines der Nachbarhäuser beherbergte das „Landesamt für Rassewesen“.
Der ursprünglich zweigeschossige Giebelaufsatz und das Türmchen im Mittelteil wurden im Zweiten Weltkrieg durch Luftangriffe auf Weimar zerstört; das Haus wurde in veränderter Form wieder aufgebaut. 
Auf der Seite der Bettina-von-Arnim-Straße befindet sich eine Bronzeplatte an der Hauswand: VEREIN ZUR ZÜCHTUNG DES WEIMARANER VORSTEHHUNDES 1897-1997.
Die gesamte Marienstraße und damit auch dieser Komplex steht auf der Liste der Kulturdenkmale in Weimar (Sachgesamtheiten und Ensembles).